# Artur II av Bretagne
Artur II av Bretagne, född 1262, död 1312, var en regerande hertig av Bretagne från 1305 till 1312. 